# ハルトハウゼン・アム・コッハー
ハルトハウゼン・アム・コッハー (ドイツ語: Hardthausen am Kocher) は、ドイツ連邦共和国バーデン＝ヴュルテンベルク州ハイルブロン郡に属す農業を主産業とする町村（以下、本項では便宜上「町」と記述する）。

## 地理

### 位置
ハルトハウゼンは、ハイルブロン郡東部、ハルトハウスの森の辺縁部、コッハー川下流域に位置している。

### 隣接する市町村
ハルトハウゼンに隣接する市町村は南から時計回りに、ランゲンブレタッハ、ノイエンシュタット・アム・コッハー、ノイデナウ、メックミュール、ヴィッデルン、ヤクストハウゼン（以上、ハイルブロン郡）、フォルヒテンベルクおよびエーリンゲン（ともにホーエンローエ郡）。ハルトハウゼンは、ランゲンブレッタハおよびノイエンシュタット・アム・コッハーとともに行政共同体を形成しており、その本部はノイエンシュタット・アム・コッハーにある。

### 自治体の構成
ハルトハウゼンは、ゴホゼン、コッハーシュタインスフェルト、ラムポルツハウゼンの各地区からなる。

## 歴史
ゴホゼンとコッハーシュタインスフェルトは996年12月18日の皇帝オットー3世の文書に初めて登場する。
1974年1月1日にゴホゼンとコッハーシュタインスフェルトが合併し、新しい自治体ハルトハウゼン・アム・コッハーが形成された。1975年1月1日、これにラムポルツハウゼンが加わった。

### 宗教
ゴホゼン、コッハーシュタインスフェルトおよびラムポルツハウゼンにはそれぞれ独自のプロテスタント教会がある。カトリック、新使徒キリスト教会、エホバの証人の各教会組織がノイエンシュタット・アム・コッハーにある。

## 行政

### 議会
ハルトハウゼンの議会は、16議席からなる。これに首長が加わり議長を務める。

## 見所

### ゴホゼン
- 地区の中心に学校を兼ねる町役場（1889年建造）と、戦争記念碑を持つ教会が魅力的なアンサンブルを形成している。
- ブフスバッハタールは、ゴホゼンとコッハーシュタインスフェルトの間、直線化されたコッハー川の古い川筋と新しい運河の間の中州にある湿地のビオトープであり、自然文化財となっている。

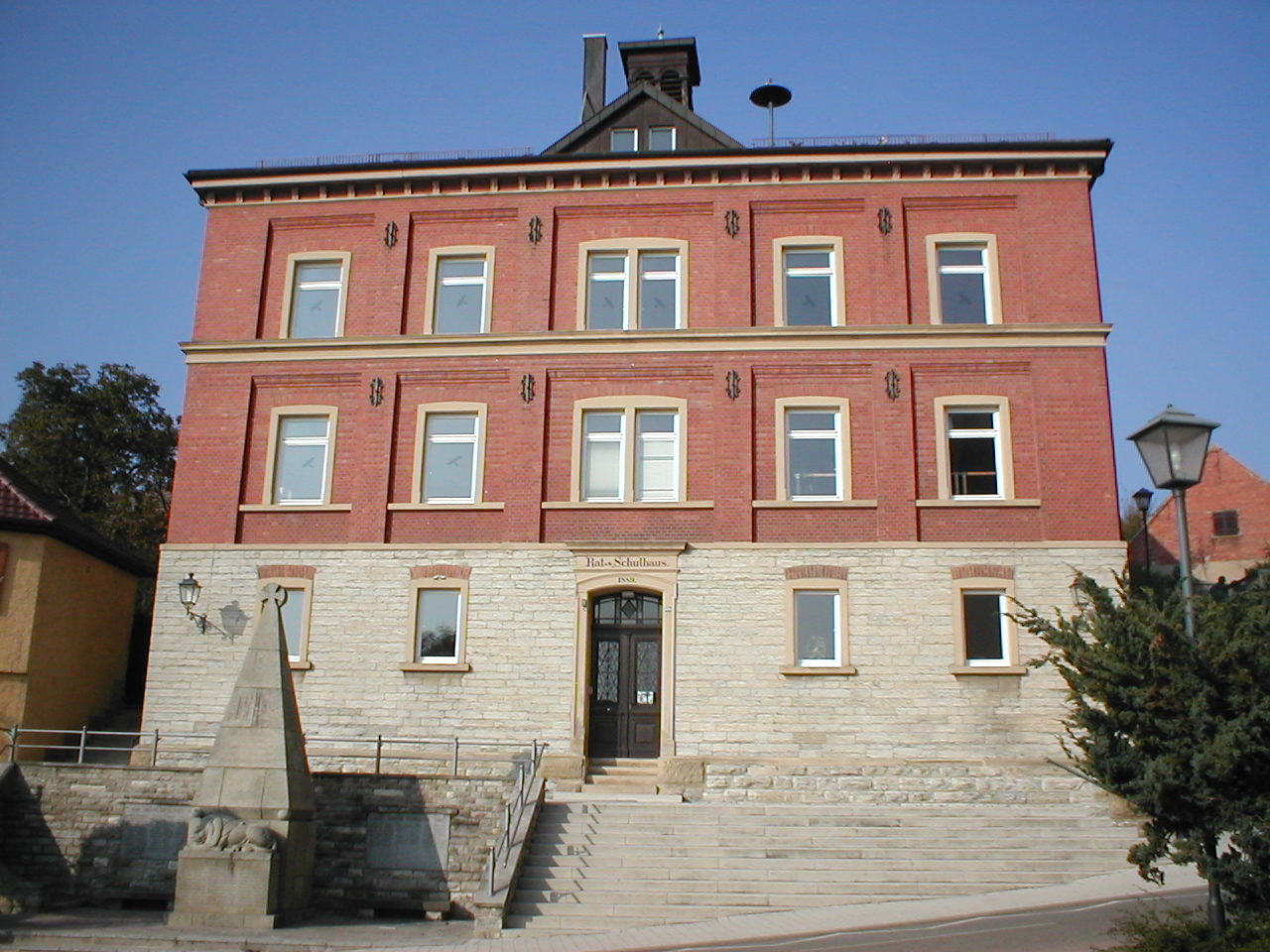
学校兼町役場
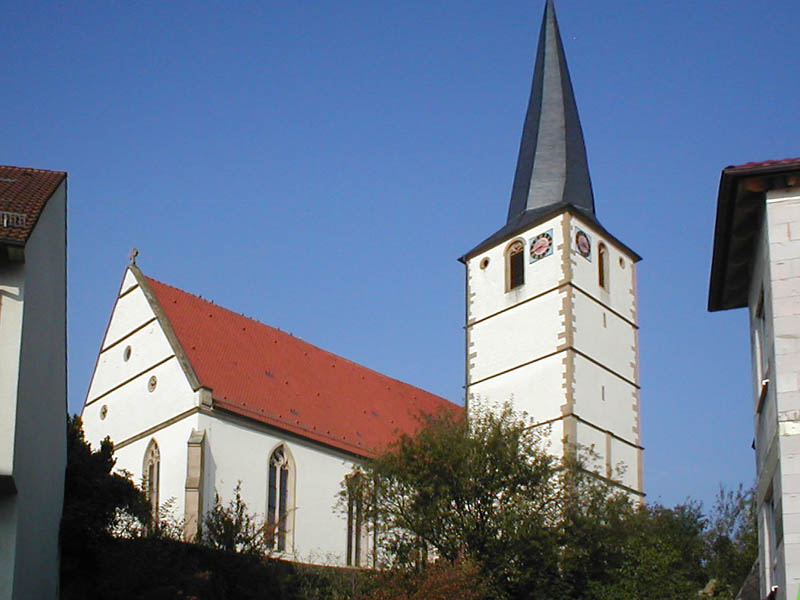
教会

### コッハーシュタインスフェルト
- 1733年に修復された教会。様々な歴史的な碑がある。多くはヴュルツブルク公の営林官のものであるが、2つの大戦の犠牲者のための2つの戦争記念碑がある。教会の隣の牧師館は18世紀の建物である。
- 町役場
- かつてのコッハーシュタインスフェルト城は第二次世界大戦後、難民の宿舎として利用された。その後、修復がなされなかったため、1970年代には倒壊寸前の状態となったため取り壊された。

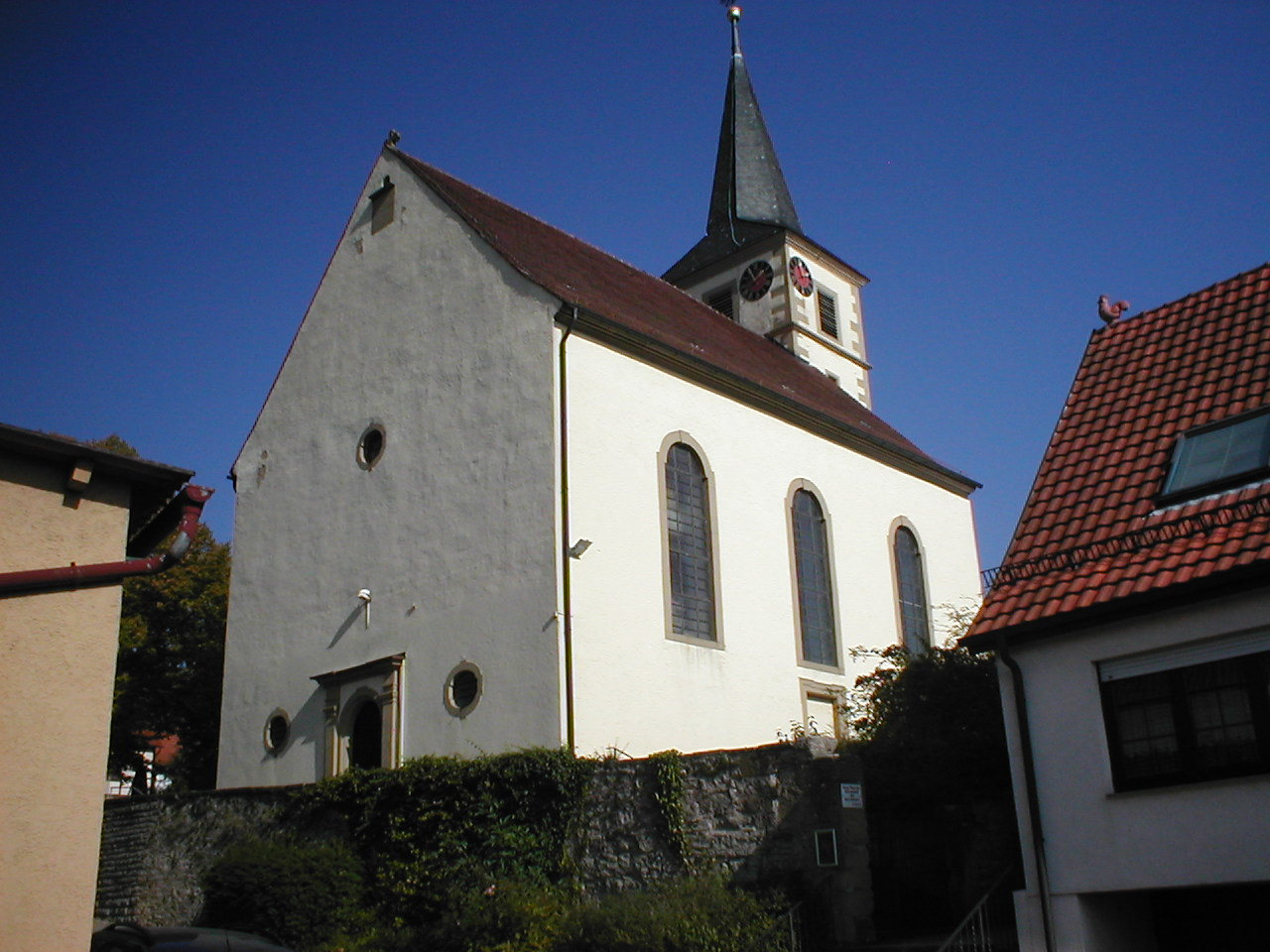
教会
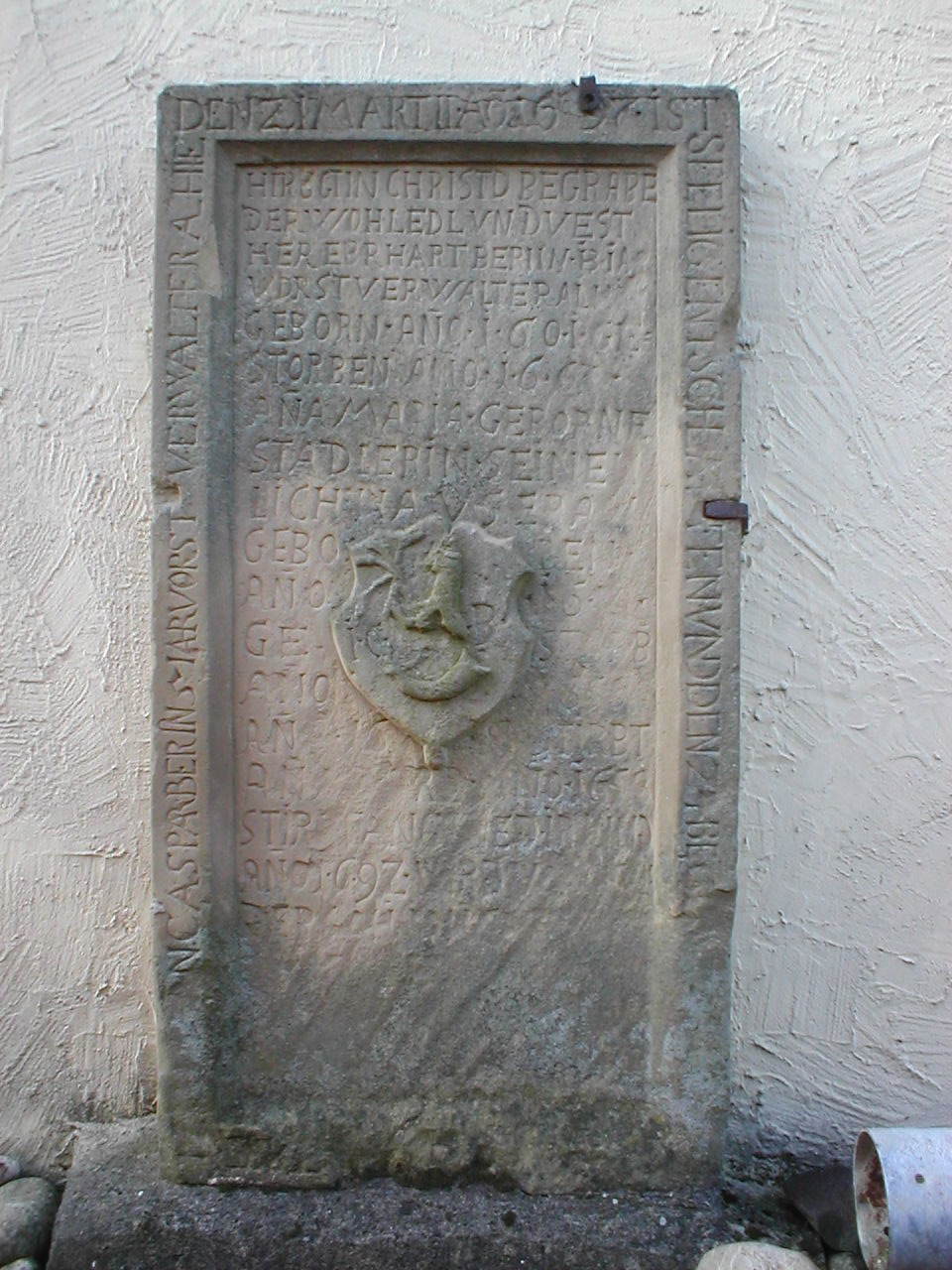
エバーハルト・ベルリンの碑
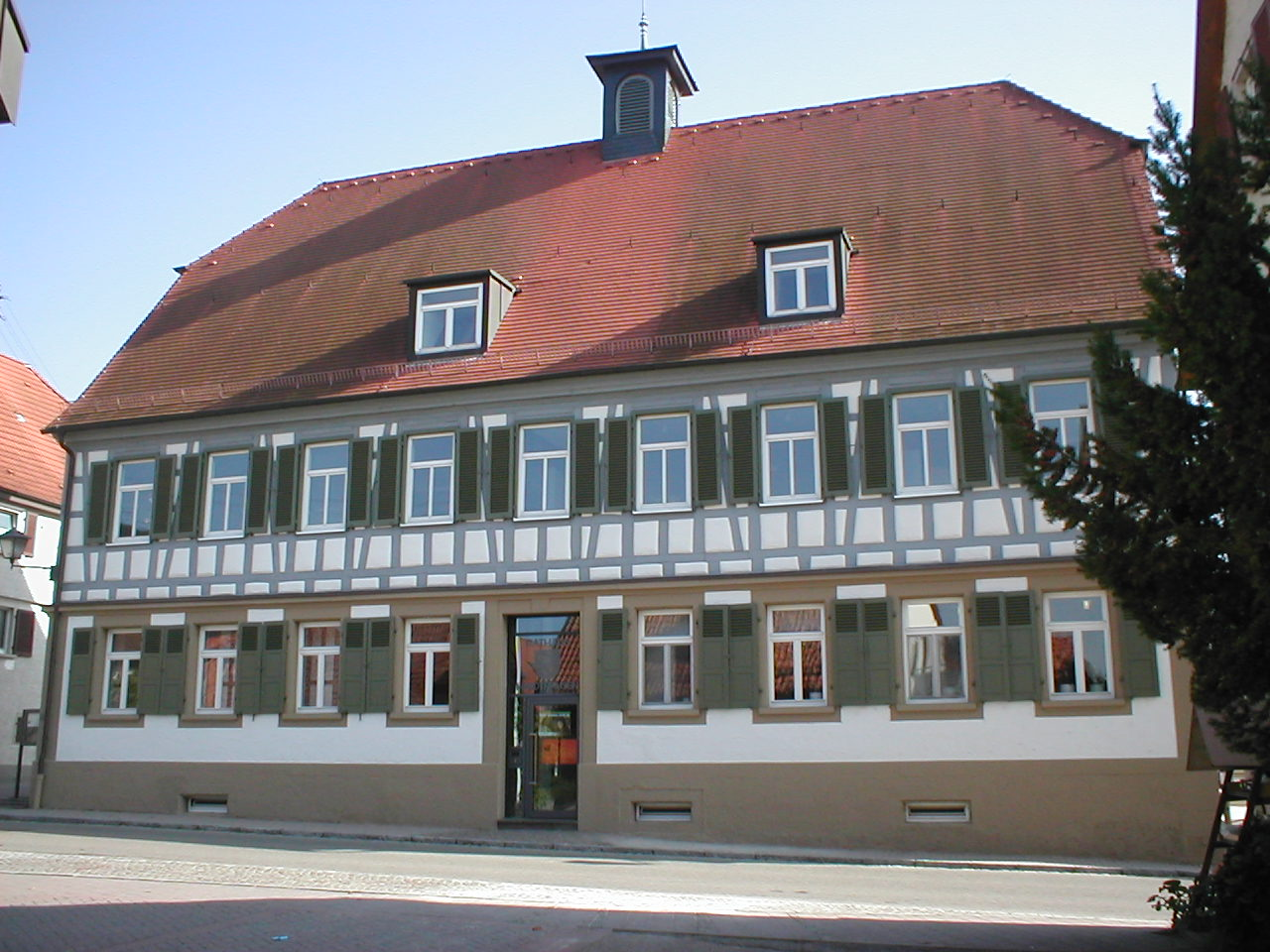
町役場

### ラムポルツハウゼン
- 1749年に修復された教会。重要な古い壁画が遺されている。
- バロック様式の牧師館
- 町役場、パン焼き小屋

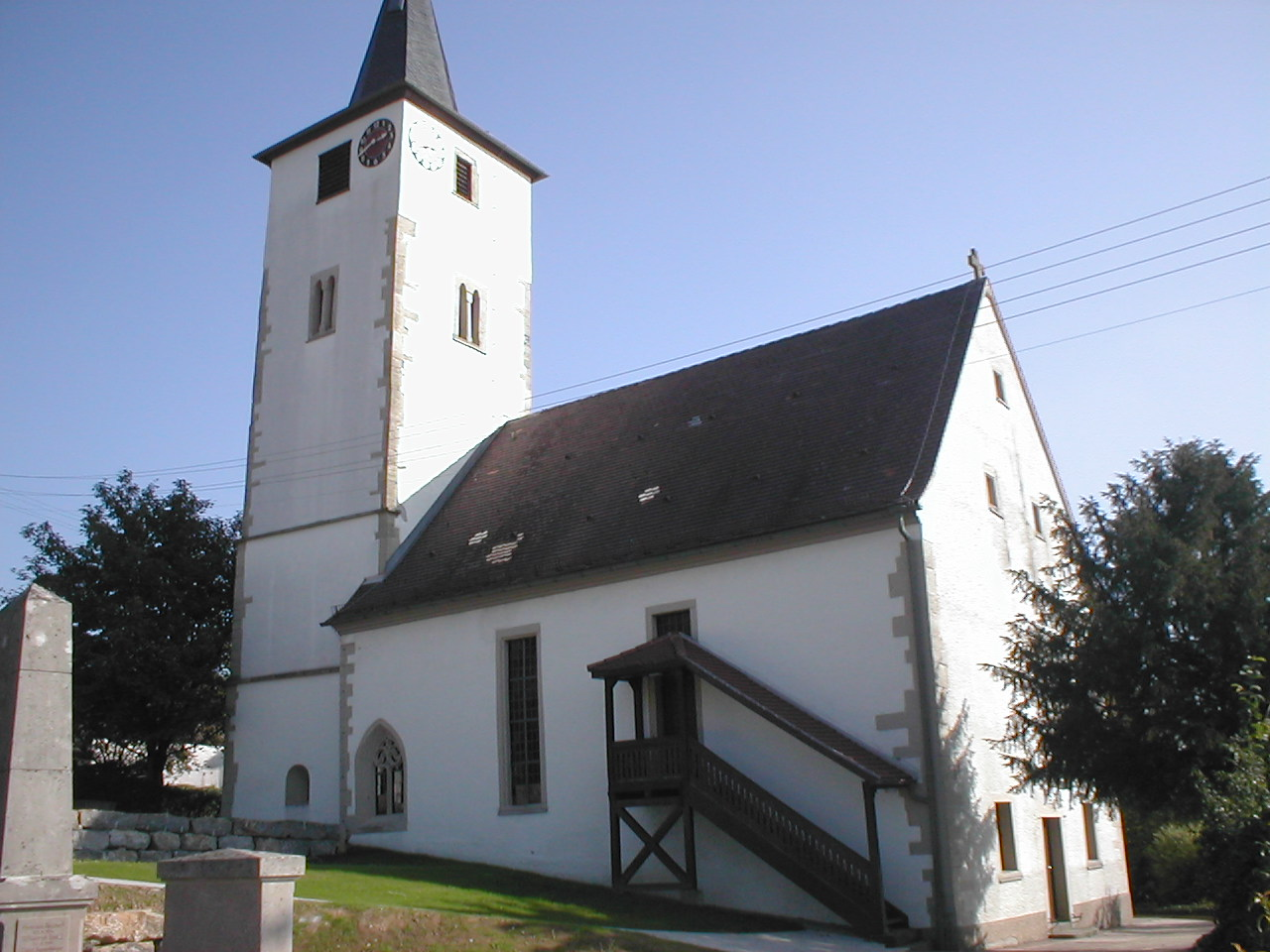
教会
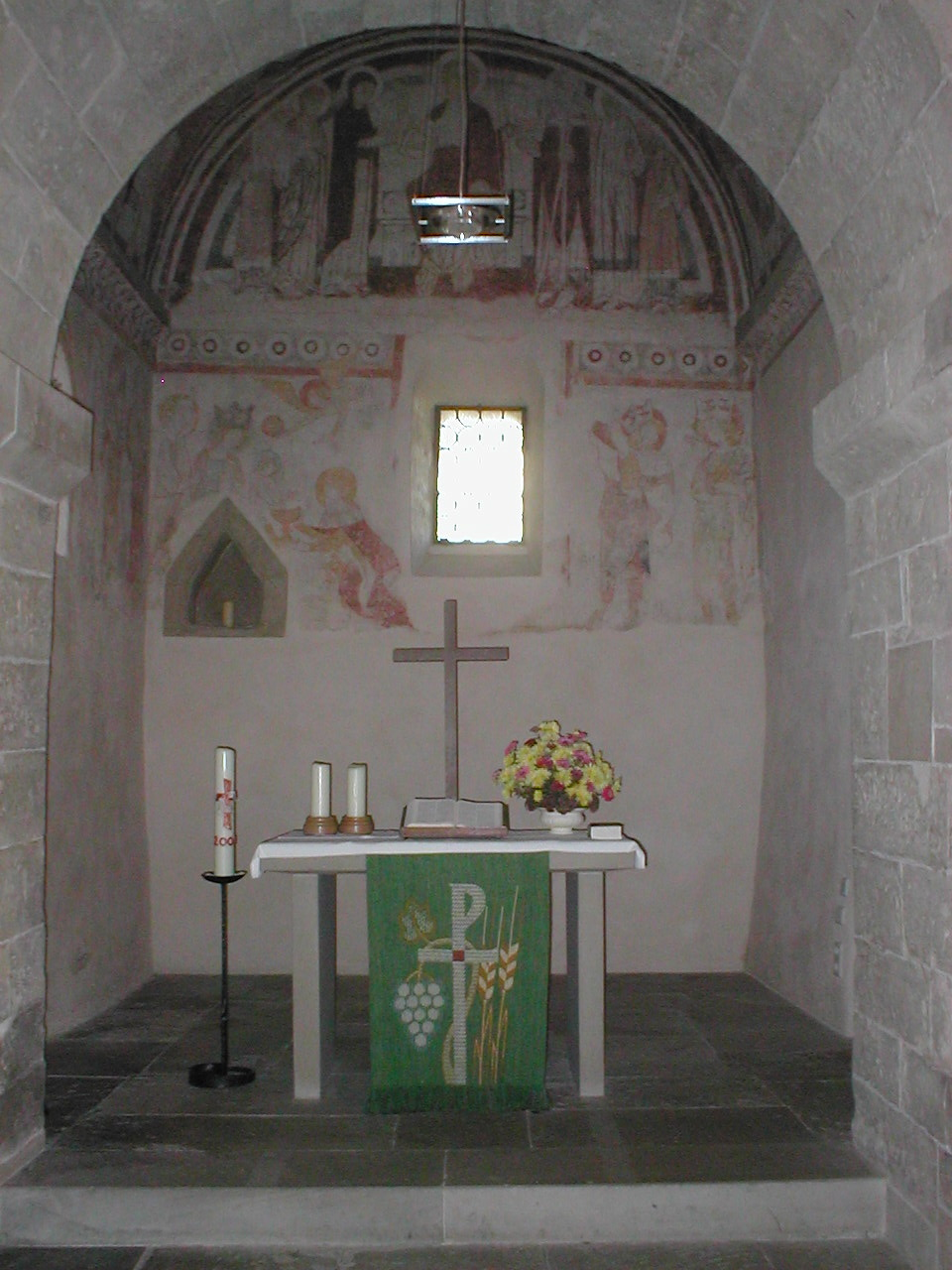
教会の壁画
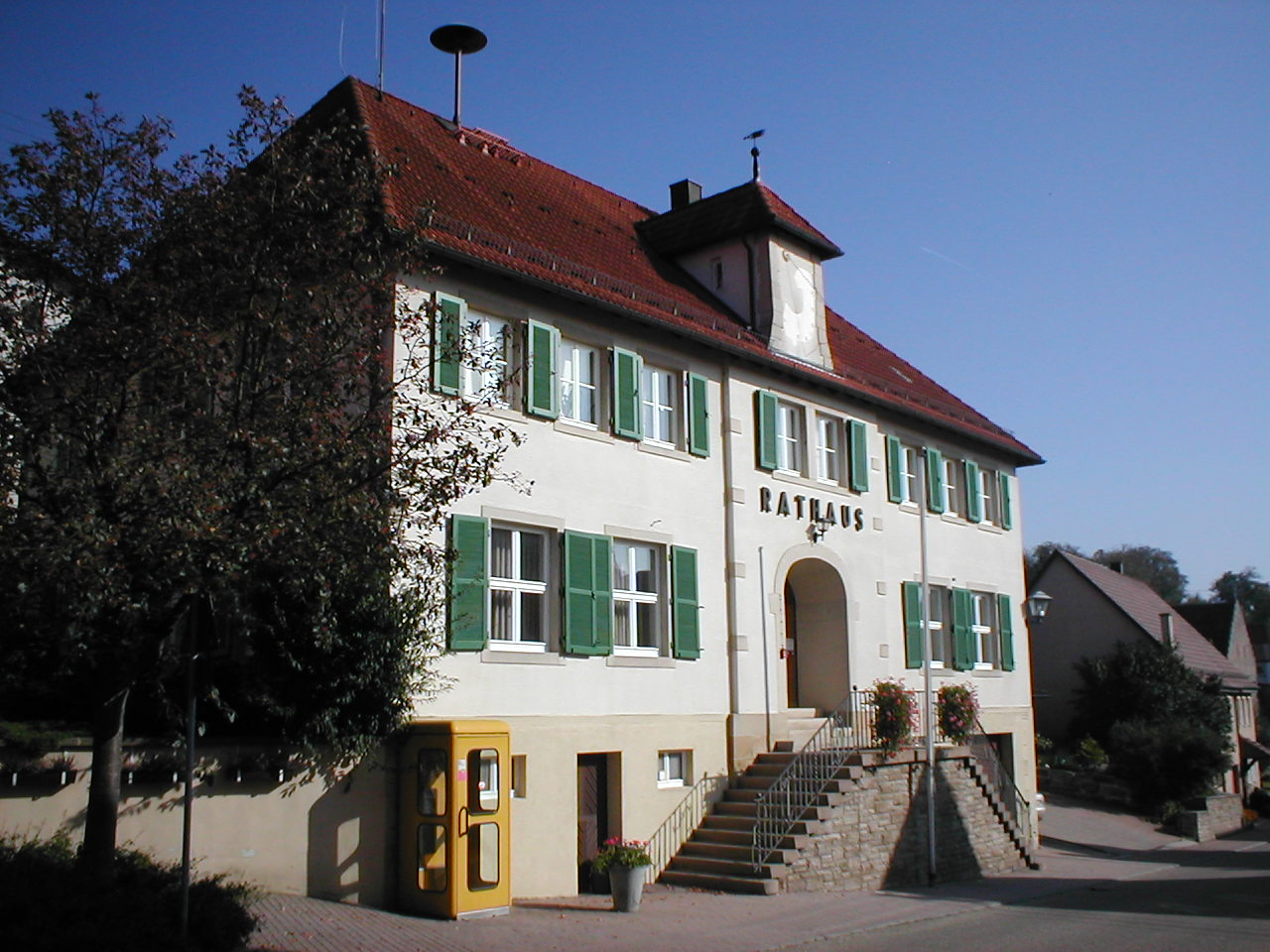
町役場
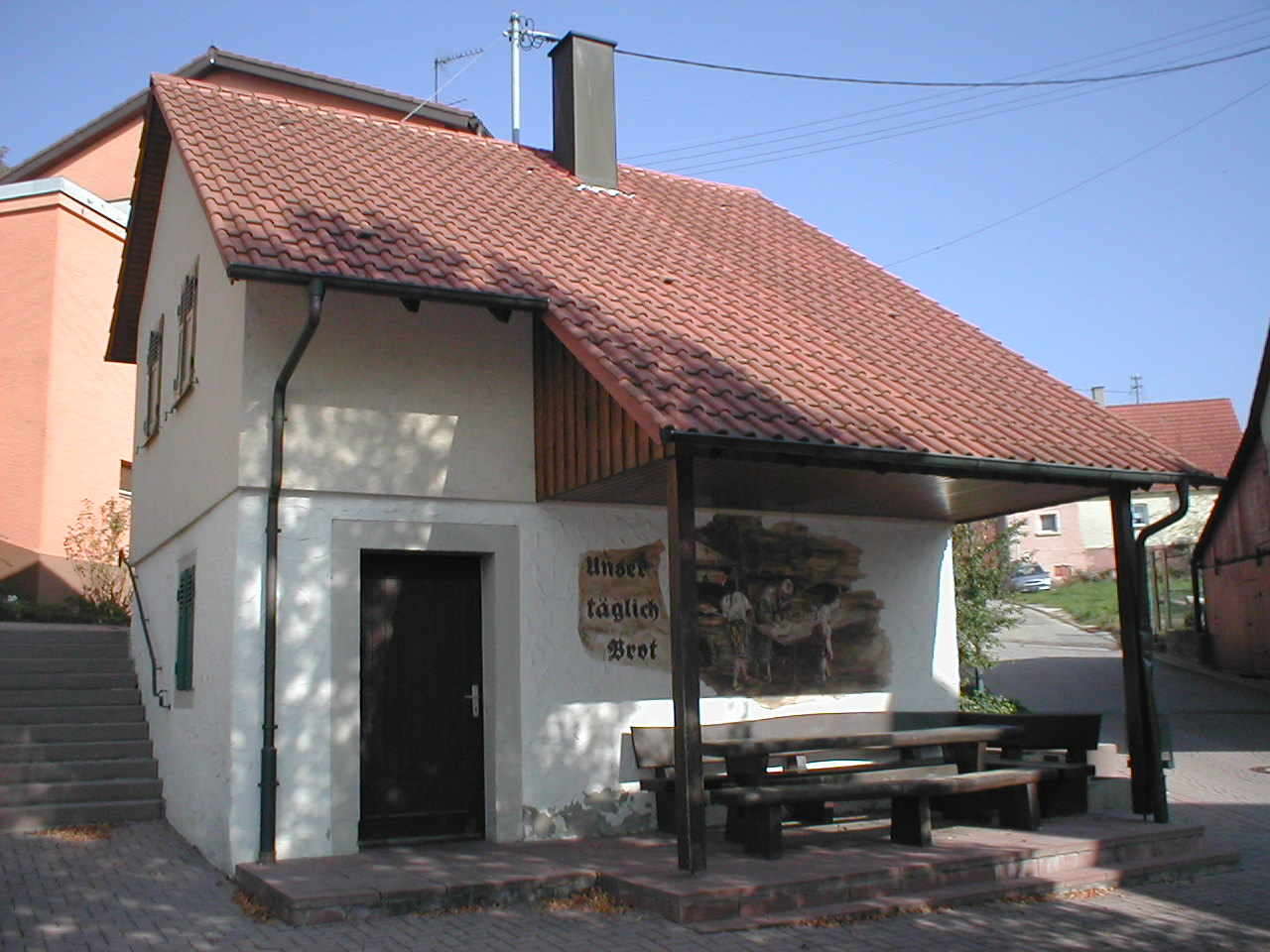
パン焼き小屋

## 経済と社会資本

### ヨーロッパ航空宇宙センター
ラムポルツハウゼンの近くには、1963年からドイツ航空宇宙センターのロケット推進装置（特にアリアンロケット）の静止燃焼試験場がある。この他に、人工衛星の姿勢制御装置の開発を行っている Astrium Space Transportation社の施設がある。

### ワイン製造
ハルトハウゼンのコッハーシュタインスフェルトは、ヴュルテンベルク・ワインのコッハー＝ヤクスト＝タウバー地方コッハーベルク大地区に属すワイン町である。

### 交通
ハルトハウゼンは、連邦アウトバーンA81号線沿いに位置している。最寄りのインターチェンジは、ノイエンシュタット・アム・コッハーとメックミュールにある。かつてのウンテーレ・コッハータール鉄道（バート・フリードリヒスハル - オールンベルク）は、1993年に廃止された。

### メディア
ハルトハウゼンは、日刊紙 Heilbronner Stimme の北東部版（NO）に掲載される。

### スポーツ
ゴホゼン地区には、スポーツセンター・ブフスミューレがある。その近くに新しい体育館ブフスバッハタールハレと2面のサッカーグラウンド、1面のテニスコートがある。

## 人物

### 出身者
- アドルフ・アルター（1876年 - 1933年）ベッキンゲン（現在はハイルブロンの一市区）の首長（1903年 - 1933年）

## 引用
1. ↑  Statistisches Landesamt Baden-Württemberg – Bevölkerung nach Nationalität und Geschlecht am 31. Dezember 2023 (CSV-Datei)